# Brigitte Kronauer

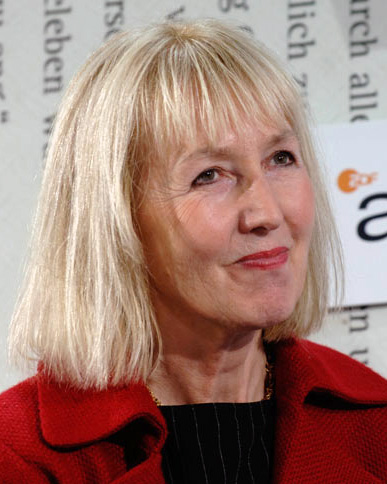
Brigitte Kronauer (2005)

Brigitte Kronauer (* 29. Dezember 1940 in Essen; † 22. Juli 2019 in Hamburg) war eine deutsche Schriftstellerin. Ab 1974 lebte und arbeitete sie als Autorin in Hamburg.

## Leben

### Herkunft und Bildung
Brigitte Kronauer wuchs im Ruhrgebiet auf und begann bereits als Kind mit dem Schreiben erster Geschichten, da sie wegen ihrer unleserlichen Handschrift von ihrem Vater zu Schreibübungen angehalten wurde. Gegenüber ihrem Vater setzte sie durch, dass sie eigene Texte schreiben durfte und nicht Vorlagen, die ihr Vater ihr vorlegte. Im Alter von 16 Jahren schrieb sie Hörspiele und sandte diese an Verlage. Sie studierte Germanistik sowie Pädagogik und war zunächst einige Jahre als Lehrerin in Aachen und Göttingen tätig. 

### Persönliches
Kronauer war mit dem Kunstwissenschaftler und Pädagogen Armin Schreiber verheiratet und lebte seit Anfang der 1970er Jahre mit ihm und dem Maler Dieter Asmus als Polykül in Hamburg.

## Wirken
In den 1970er und 1980er Jahren hatte sie regelmäßig mit der österreichischen Zeitschrift das pult (St. Pölten) und deren Herausgeber Klaus Sandler Kontakt. Zu Beginn ihrer publizistischen Laufbahn siedelte sie nach Hamburg um. Es schien ihr paradiesisch, in einer Stadt am Strom mit weißen Villen und Segelbooten zu leben.
Bereits ihr erster Roman Frau Mühlenbeck im Gehäus (1980) erweckte große Aufmerksamkeit. Der Roman Teufelsbrück aus dem Jahr 2000 spielt teilweise in Arosa, wo sich Kronauer regelmäßig im Urlaub aufhielt. Kronauer schrieb regelmäßig für das Magazin konkret.

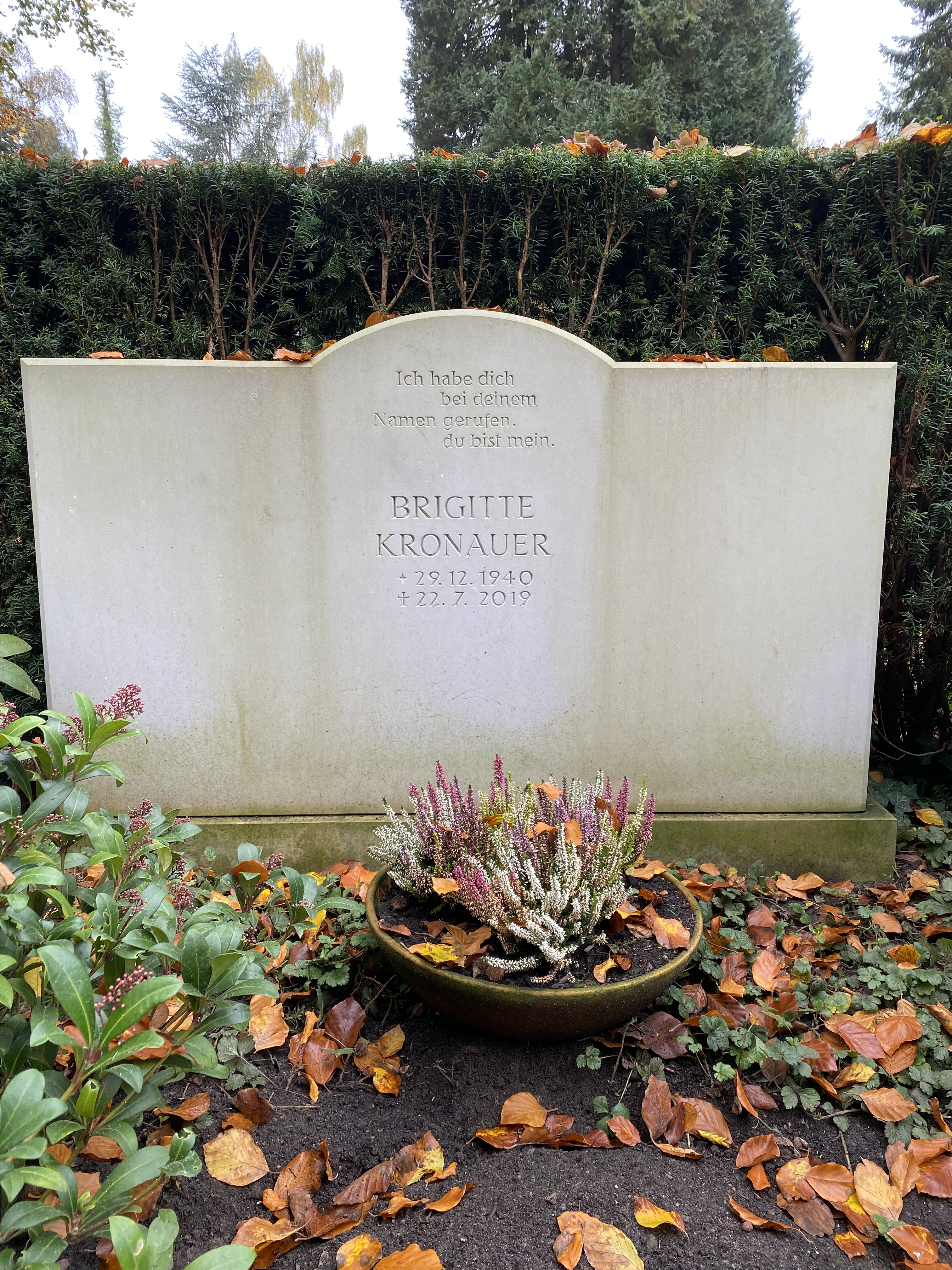
Grabstätte

Kronauer war seit 1988 Mitglied der Deutschen Akademie für Sprache und Dichtung und Trägerin zahlreicher Literaturpreise, u. a. des Georg-Büchner-Preises (2005). 2011 erhielt sie die Tübinger Poetik-Dozentur. Im gleichen Jahr wurde ihr literarisches Gesamtwerk mit dem Bayerischen Literaturpreis (Jean-Paul-Preis) gewürdigt. Sie stand mit ihrem Roman Der Scheik von Aachen auf der Shortlist des Preises der Leipziger Buchmesse 2017.
Ebenfalls 2017 wurde ihr der Thomas-Mann-Preis zuerkannt, die Laudatio hielt Martin Mosebach. Die Preisstifter lobten ihre bisherigen Arbeiten als „Sprachkunstwerke, die formale Kühnheit mit psychologischer Subtilität verbinden“. Kronauer sei eine „Erbin der großen Tradition Jean Pauls“ und sie besitze „die Fähigkeit, mit der Sprache Äquivalente für eine vielfältig zersplitterte Realität zu bilden, die unter ihren Händen zu einer unverwechselbaren Melodie“ zusammenfinde. Kronauer konnte schon aus Krankheitsgründen den Preis nicht selbst entgegennehmen.
Kronauer starb im Juli 2019 im Alter von 78 Jahren nach langer Krankheit in Hamburg. Sie lebte dort seit 1974 im Stadtteil Nienstedten und wurde auf dem dortigen Friedhof beigesetzt.

## Rezeption

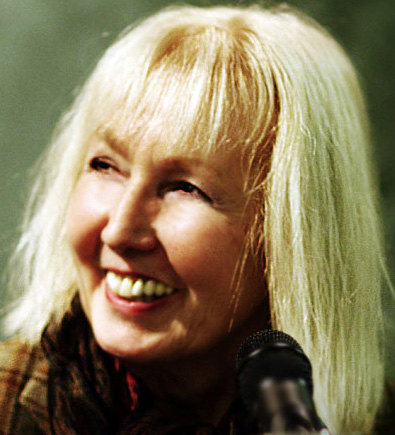
Kronauer im Jahr 2013

In der Sendung Doppelkopf von hr2-kultur sagte Kronauer, sie fühle sich der Prosa von Ror Wolf sehr nahe. Eine Würdigung Wolfs von ihr erschien unter dem Titel Auftritt am Horizont bereits in das pult.
In einer Rezension für literaturkritik.de schrieb Peter Mohr anlässlich des Romans Verlangen nach Musik und Gebirge (2004):

„Brigitte Kronauer ist eine der gebildetsten, sprachmächtigsten und ambitioniertesten Schriftstellerinnen im deutschen Sprachraum. Die gebürtige Essenerin, die seit vielen Jahren in Hamburg lebt und mit zahlreichen Literaturpreisen ausgezeichnet worden ist, hat nun einen Roman vorgelegt, der in Schönheit erstarrt. Ein Buch über die Liebe, über die Kunst, über Philosophie und Politik – ein polyphones, stärker essayistisches als erzählendes Wortgemälde, bei dem jeder Pinselstrich wohl überlegt ist, das aber trotzdem relativ spurlos am Betrachter/Leser vorbeizieht.“

Zu einer anderen Einschätzung kam Eberhard Hübner im Spiegel Special (4/2004). Er schrieb über Verlangen nach Musik und Gebirge:

„Kronauers Sätze wollen die innere Optik des Lesers verändern, zumindest für die Dauer des Romans. Man wird hineingezogen in ein Kaleidoskop aus Wahrnehmungen und Imaginationen, das mit üblicher Romanrealistik kaum etwas gemeinsam hat.“

Und weiter:

„Der Titel ist ein Nietzsche-Zitat aus den Aphorismen seiner ‚Morgenröte‘. Es seien ‚Erdichtungen‘, so führt Nietzsche das aus, die diesem Verlangen ‚Spielraum und Entladung‘ geben. Beides erfüllt Brigitte Kronauers Roman in einer für die gegenwärtige deutsche Literatur ganz einzigartigen Weise.“

Tilman Krause beschloss seine Kritik in der Welt vom 2. Oktober 2004 mit den Worten:

„[…] lustvoll, daß man am liebsten sofort wieder von vorn lesen würde.“

## Auszeichnungen

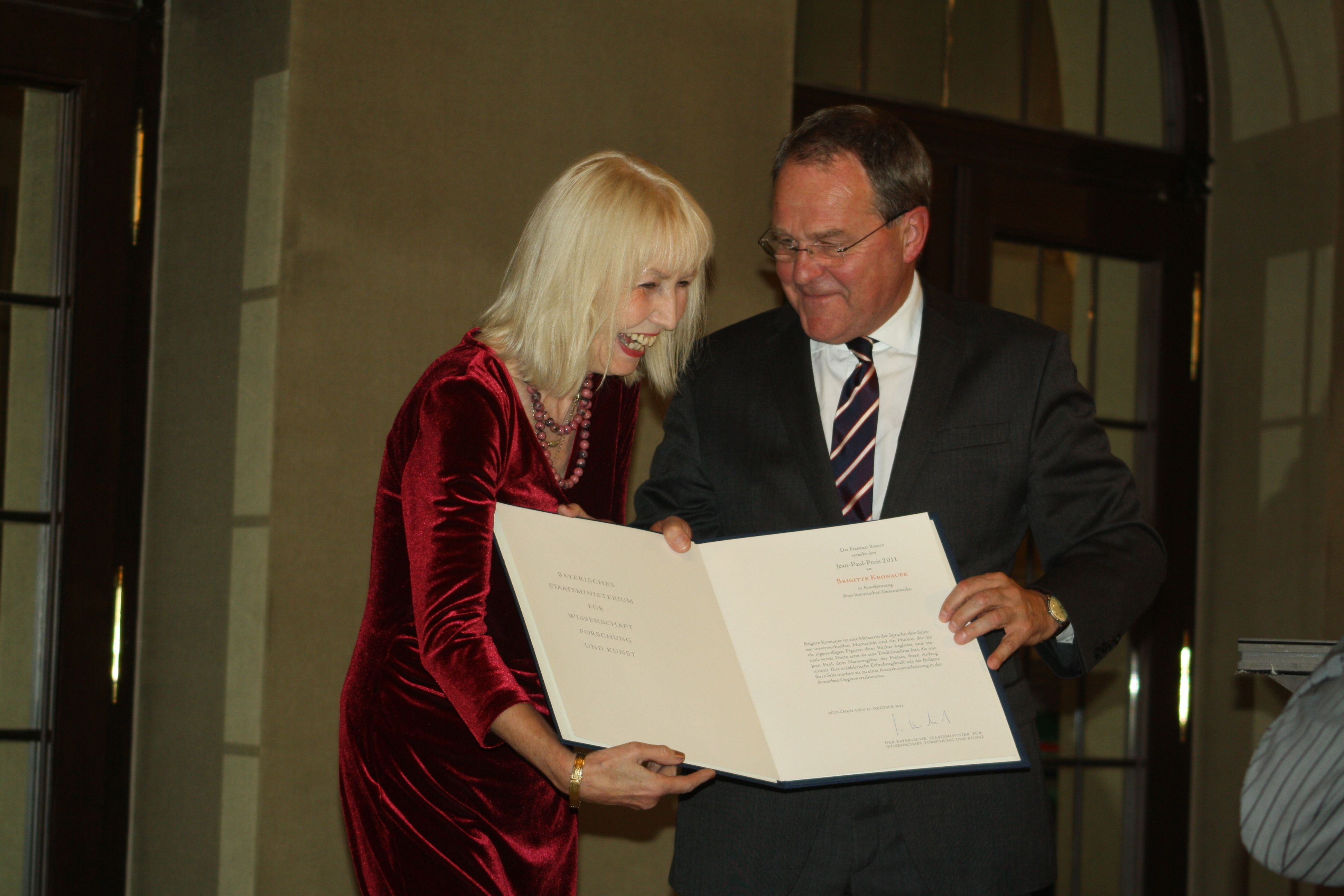
Verleihung des Jean-Paul-Preises durch den Bayerischen Staatsminister Wolfgang Heubisch (2011)

- 1985: Fontane-Preis der Stadt Berlin
- 1987: Preis der SWR-Bestenliste
- 1989: Heinrich-Böll-Preis
- 1989: Ida-Dehmel-Literaturpreis
- 1994: Berliner Literaturpreis
- 1998: Hubert-Fichte-Preis der Stadt Hamburg
- 1998: Joseph-Breitbach-Preis
- 2001: Mainzer Stadtschreiber (zurückgegeben)
- 2001: Literaturpreis Ruhr
- 2003: Grimmelshausen-Preis, für Teufelsbrück
- 2004: Mörike-Preis der Stadt Fellbach
- 2004: Vilenica-Preis
- 2005: Literaturpreis der Stadt Bremen, für Verlangen nach Musik und Gebirge
- 2005: Georg-Büchner-Preis
- 2011: Jean-Paul-Preis
- 2013: Samuel-Bogumil-Linde-Preis, gemeinsam mit Eustachy Rylski
- 2016: Bayerischer Maximiliansorden für Wissenschaft und Kunst
- 2017: Thomas-Mann-Preis

## Poetik-Vorlesungen / Poetik-Dozenturen
- 1997: Universität Heidelberg
- 1998: ETH Zürich
- 2011: Universität Wien, Alte Schmiede (Wien) (Mit Rücken und Gesicht zur Gesellschaft, 1. Vorlesung: Über Avantgardismus, 2. Vorlesung: Über Politik in der Literatur.)
- 2011: Deutsches Literaturinstitut Leipzig an der Universität Leipzig (Ich lobe mir eine mehrstöckige Seele – Der Roman Zwei schwarze Jäger und zwei Kronzeugen.)
- 2011: Universität Tübingen (1. Vortrag: Wirkliches Leben und Literatur, 2. Vortrag: Vom Umgang mit der Natur und wie sie mit uns umspringt. 3. Vortrag: Die Gewalt der Bilder.)
- 2012: Universität Zürich und Literaturhaus Zürich (Was ist schon ein Roman! 1. Vorlesung: Eine „Reportage“. Zu Marie-Luise Scherers Hundegrenze, 2. Vorlesung: Ein Fragment. Zu Wilhelm Raabes Altershausen, 3. Vorlesung: Ein Romanriese. Zu Jean Pauls Titan.)

## Werke

### Romane
- Frau Mühlenbeck im Gehäus. Klett-Cotta, Stuttgart 1980, ISBN 3-12-904501-5; dtv, München 1984, ISBN 3-423-10356-6.
- Rita Münster. Klett-Cotta, Stuttgart 1983, ISBN 3-608-95218-7; dtv, München 1991, ISBN 3-423-11430-4.
- Berittener Bogenschütze. Klett-Cotta, Stuttgart 1986, ISBN 3-608-95420-1; dtv, München 2000, ISBN 3-423-11291-3.
- Die Frau in den Kissen. Klett-Cotta, Stuttgart 1990; dtv, München 1996, ISBN 3-423-12206-4.
- Das Taschentuch. Klett-Cotta, Stuttgart 1994, ISBN 3-608-93220-8; dtv, München 2001, ISBN 3-423-12888-7.
- Teufelsbrück. Klett-Cotta, Stuttgart 2000, ISBN 3-608-93070-1; dtv, München 2003, ISBN 3-423-13037-7.
- Verlangen nach Musik und Gebirge. Klett-Cotta, Stuttgart 2004, ISBN 3-608-93571-1; dtv, München 2006, ISBN 3-423-13511-5.
- Errötende Mörder. Klett-Cotta, Stuttgart 2007, ISBN 978-3-608-93730-5; dtv, München 2010, ISBN 978-3-423-13898-7.
- Zwei schwarze Jäger. Klett-Cotta, Stuttgart 2009, ISBN 978-3-608-93885-2.
- Gewäsch und Gewimmel. Klett-Cotta, Stuttgart 2013, ISBN 978-3-608-98006-6.
- Der Scheik von Aachen. Klett-Cotta, Stuttgart 2016, ISBN 978-3-608-98314-2.
- Das Schöne, Schäbige, Schwankende. Klett-Cotta, Stuttgart 2019, ISBN 978-3-608-96412-7.

### Erzählungen
- Die gemusterte Nacht. Erzählungen. Klett-Cotta, Stuttgart 1981, ISBN 3-12-904551-1; dtv, München 1989, ISBN 3-423-11037-6.
- Enten und Knäckebrot. Sieben Erzählungen. Klett-Cotta, Stuttgart 1988.
- Schnurrer. Geschichten. Klett-Cotta, Stuttgart 1992, ISBN 3-608-95852-5; dtv, München 2002, ISBN 3-423-12976-X.
- Hin- und herbrausende Züge. Erzählungen, Klett-Cotta, Stuttgart 1993, ISBN 3-608-93286-0.
- Die Wiese. Erzählungen. Reclam, Stuttgart 1993, ISBN 3-15-008921-2.
- Die Einöde und ihr Prophet. Über Menschen und Bilder. Erzählungen und Essays. Klett-Cotta, Stuttgart 1996, ISBN 3-608-93406-5.
- Die Tricks der Diva. Geschichten. Reclam, Stuttgart 2004, ISBN 3-15-018334-0 (darin: Dri Chinisin).
- Frau Melanie, Frau Martha und Frau Gertrud. Drei Erzählungen. Suhrkamp, Frankfurt am Main 2005, ISBN 3-518-22397-6.
- Die Kleider der Frauen. Geschichten. Reclam, Stuttgart 2008, ISBN 978-3-15-018542-1.
- Die Tricks der Diva. Reclam, Stuttgart 2010, ISBN 978-3-15-020212-8.
- Im Gebirg. Mit Original-Flachdruckgrafiken von Gosia Machon. Edition Büchergilde, Frankfurt am Main 2011, ISBN 978-3-940111-81-4.

### Hörspiel
- Herr Hagenbeck hirtet.[13] Hessischer Rundfunk, Norddeutscher Rundfunk 2014

### Sonstiges
- Der unvermeidliche Gang der Dinge. Ibnassus-Presse im Verlag Schlender, Göttingen 1974, ISBN 3-88051-000-8.
- Die Revolution der Nachahmung. Schlender, Göttingen 1975, ISBN 3-88051-004-0.
- Vom Umgang mit der Natur. Dreibein, Hamburg 1977, ISBN 3-921856-01-9.
- Aufsätze zur Literatur. Klett-Cotta, Stuttgart 1987, ISBN 3-608-95512-7.
- Literatur und schöns Blümelein. Essay. Literaturverlag Droschl, Graz 1993, ISBN 3-85420-334-9.
- Die Lerche in der Luft und im Nest. Zu Literatur und Kunst. Essay. Aufbau, Berlin 1995, ISBN 3-351-02819-9.
- Kulturgeschichte der Missverständnisse. Studien zum Geistesleben (mit Eckhard Henscheid und Gerhard Henschel). Essays. Reclam, Stuttgart 1997, ISBN 3-15-010427-0.
- Wo die Welt zu Ende und verriegelt ist. In: Ueli Haldimann (Hrsg.): Hermann Hesse, Thomas Mann und andere in Arosa – Texte und Bilder aus zwei Jahrhunderten. AS Verlag und Buchkonzept AG, Zürich 2001, ISBN 3-905111-67-5, S. 169–172.
- Zweideutigkeit. Essays und Skizzen. Klett-Cotta, Stuttgart 2002, ISBN 3-608-93334-4.
- Kleine poetologische Autobiographie. In: Sprache im technischen Zeitalter. Nr. 171, 2004
- Feuer und Skepsis. Einlesebuch. Klett-Cotta, Stuttgart 2005, ISBN 3-608-93728-5.
- Die Feder des Hyazintharas. Drei Texte über Tiere. Keicher, Warmbronn 2006, ISBN 3-938743-28-X.
- Die Sprache von Zungen- und Sockenspitze. 6 Texte zu Bildern. Keicher, Warmbronn 2008, ISBN 978-3-938743-62-1.
- Favoriten. Aufsätze zur Literatur. Klett-Cotta, Stuttgart 2010, ISBN 978-3-608-93899-9.
- mit Otto A. Böhmer: Wirkliches Leben und Literatur. Swiridoff, Künzelsau 2012, ISBN 978-3-89929-252-7.
- Mit Rücken und Gesicht zur Gesellschaft (Über Avantgardismus/Über Politik in der Literatur). In: Dichtung für alle, Wiener Ernst-Jandl-Vorlesungen zur Poetik. Haymon Verlag, Innsbruck-Wien 2013, ISBN 978-3-7099-7068-3, S. 73–132.
- Die Augen sanft und wilde. Balladen, Reclam, Stuttgart 2014, ISBN 978-3-15-010995-3.
- Poesie und Natur/Natur und Poesie. Aufsätze. Klett-Cotta, Stuttgart 2015, ISBN 978-3-608-98303-6.